# Malmön (Sotenäs)
Malmön (ook wel: Bohus-Malmön genoemd) is een plaats en eiland in de gemeente Sotenäs in het landschap Bohuslän en de provincie Västra Götalands län in Zweden. De plaats heeft 216 inwoners (2005) en een oppervlakte van 45 hectare.